# Nur Suryani Muhd Taibi
Nur Suryani Muhd Taibi (Perak, 24 september 1982) is een schutter uit Maleisië. Ze deed mee aan de Olympische Zomerspelen in Londen terwijl ze acht maanden zwanger was. Ze is hiermee de vierde vrouw ooit die zwanger meedeed aan de Olympische Spelen.